# Пекулярная галактика
Пекуля́рная гала́ктика (от англ. peculiar — необычный, особенный) — это галактика, которую невозможно отнести к определённому классу в последовательности Хаббла, поскольку она обладает ярко выраженными индивидуальными особенностями. Для этого термина не существует однозначного определения, отнесение галактик к этому типу может оспариваться.
Особенности строения галактик, которые считаются пекулярными, могут выражаться по-разному: искажения структуры (например, по причине взаимодействия с соседней галактикой), наличия пылевых полос, выбросов вещества и т. д.
Классическим примером пекулярной галактики является радиогалактика Centaurus A (NGC 5128).
В 1966 году был опубликован Атлас пекулярных галактик, в котором была собрана информация о различных пекулярных объектах.